# Јаблан град
Јаблан град је слабо, готово никако, истражени антички или средњовјековни локалитет, утврђење, које се налази на истоименом брду (највећи врх 451 m) у селу Мезграја у општини Угљевик, Република Српска, БиХ.
Због лоше истражености, локалитет је слабо познат чак и стручној јавности, те није ни под каквом заштитом од даљег пропадања и уништења. Посебну енигму представља непомињање локалитета у историјским изворима, те, обзиром на неке налазе археолога аматера (керамика, фибуле, бронзани новац са ликом цара Грацијана (375-383)) може се претпоставити антички карактер локалитета.
Постоје и неки докази проналаска накита из бронзаног доба на овом локалитету (случајан налаз бронзане наруквице из средњег бронзаног доба), што говори да је овај локалитет био насељен и много прије средњег вијека.

## Историја

#### Средњовијековна хипотеза
Вјерује се да је утврђење Јаблан град, настало у средњем вијеку када се у овим крајевима сјевероисточне Босне мијењала владавина угарских краљева, српских деспота и босанских владара.
Јаблан град је дијелио судбину Теочака, 5 km ваздушном линијом удаљеног, такође, недовољно истраженог средњовјековног града, те се кроз историју Теочака може сагледати и историја, не само Јаблан града, него и читавог овог краја. Теочак се у историјски изворима први пут спомиње 1432. године када га мађарски краљ Жигмунд уступа Ђурђу Бранковићу који у њему врши дограђивања.
Претпоставља се да се из Јаблан града овим крајевима владало у име Златоносовића, господара Зворника, чија се власт на сјеверу пружала до линије Шепак — Теочак — Доња Тузла — Грачаница.
У свом раду: „О поријеклу становништва Тузланске области“ Ристо Јеремић наводи да је цио простор између ријека Дрине и Босне припадао средњовјековној властели Павловић, чија је матица, како наводи: "вјероватно, био Јаблан град у срезу Зворничком", а главно сједиште град Борач код Рогатице. Породице потчињене овој властели биле су: Дињичићи, касније Ковачевићи, Братиљевићи, Гојсалићи, Прибојевићи, па и Златоносовићи који су, као што је речено, столовали у Зворнику. Иначе, први познати Павловић био је Раден Јабланић, властеличић, отац родоначелника ове династије кнеза Павла Раденовића. Како је његово основно занимање била медицина, Ристо Јеремић се, у уводу у наведени рад ограђује реченицом: "На хартију сам бацио само чињенице, али немам смелости да из њих извучем закључке, јер ми за тај посао недостаје потребна спрема".
Вјерује се да је Богутово Село, село испод Јаблан града, добило име по неком великашу Богуту који је био власник Јаблан Града.
Мађари су држали Теочак све до 1521. године, када су њега, као и Сребреник заузели Турци. Након тога, тадашње становништво се са ових простора разбјежало селећи се према сјеверу у Славонију и у Мађарску у пограничне крајеве.
Поновно насељавање ових крајева почеће у другој половини 17. и почетком 18. вијека.

## Локација и изглед утврђења
Због свог географског положаја и изузетне неприступачности и због утврђења и ободног зида са јужне и источне стране, био је веома тежак са за освајаче, а погодан за одбрану. Граду се могло прићи само са источне стране која је била боље обезбијеђена и чувана.
Узвишење Јаблан град, које носи име по утврђењу је безводно, нема воде, док у његовом подножју има више извора питке воде („грозничава вода“, „Василина вода“, „хајдучка вода“...).
С обзиром да у раније вријеме није постојала могућност избацивања воде на више коте од самог извора, вода се могла само са више коте спуштати на нижу, па се вјерује, а и једна легенда тврди, да је постојао водовод од Мусли бунара (Билалићи — Теочак) до Јаблан града.

## Разградња утврђења
Почетком 60-их година постојала је потреба за ломљеним каменом за изградњу путева са тврдом подлогом. Нажалост, најлакши начин био је да се камен копа са самог утврђења. Приликом изградње пута за Мезграју велики дио камених блокова је искориштен у ту сврху. Локално становништво је такође користило остатке овог утврђења и за индивидуалне потребе у изградњи кућа. У том периоду нађени су и неки предмети и остаци некадашње насеобине: камени жрвањ за мљевење брашна, кантар тепсијар, бакарна џезвица за кафу, метална стрелица, више керамичких посуда, опеке већег формата од уобичајеног, кости од крупних животиња и др.
Након свега тога, тренутно стање је такво да је тешко разазнати остатке утврђења. Само се још старији становници сјећају како је изгледало утврђење прије разградње.

## Легенде
Једна од легенди које локално становништво веже за Јаблан град, а која је слична са легендама које се вежу и за неке друге средњовјековне градове, јесте и прича о томе како су Турци освојили град. Пошто је град био тешко освојив, Турци су се сјетили да пресјеку водовод који је из Теочака, са Мусли бунара, водио у Јаблан град. Не знајући гдје се налази водовод почели су насумице и безуспјешно да копају. Тек када их је нека баба савјетовала да узму коња ждријепца од двије године, те да га добро нахране, дају му соли и ускрате му воду, па да га проведу око Јаблан града, те ондје, гдје тако жедан закопа копитом, ту ће наћи воду, успјели су да нађу и водовод. Легенда каже да мјесто гдје су они пресјекли водовод од тада се зове Просјека.
Опкољени браниоци, без воде у граду морали су да напусте град. Ипак, и они су се послужили једним лукавством. Град су напустили ноћу, са коњима поткованим унатрашке. Због отисака који су коњи оставили, Турци су дуго мислили да је браниоцима Јаблан града дошла помоћ те се дуго нису усудили да уђу у град.
Друга легенда говори о томе како је Јаблан град добио име: Три сестре су градиле три града и свака је именовала свој град по карактеристикама које тај град имао. Тако је Теочак био чврст ко тучак, Зворник је имао високи звоник, а у Јаблан граду је била кула висока као дрво јаблан.